# Agelasticus xanthophthalmus
El varillero ojipálido (Agelasticus xanthophthalmus), también denominado negro ojipálido y tordo de ojo pálido, es una especie de ave paseriforme de la familia Icteridae endémica de Ecuador y Perú.

## Distribución y hábitat
Su hábitat natural son los pantanos del este de Perú y Ecuador.

## Identificadores
- Biodiversity Heritage Library NamebankID: 8341029
- Global Biodiversity Information Facility Taxonkey: 14388055
- IUCN ID: 54139
- Zipcode Zoo Species Identifier: 3963108